# Hybomitra lurida
Hybomitra lurida är en tvåvingeart som först beskrevs av Fallen 1817.  Hybomitra lurida ingår i släktet Hybomitra och familjen bromsar. Arten är reproducerande i Sverige. Inga underarter finns listade i Catalogue of Life.